# Albert Pérez i Baró
Albert Pérez i Baró (Barcelona 1902 - 1989) fou un escriptor i sindicalista català.

## Biografia
Milità a la CNT i col·laborà als diaris Solidaridad Obrera i El Diluvio. El 1920 fou un dels fundadors del Partit Comunista d'Espanya, però l'abandonà en 1926 per tornar a la CNT. Durant la dècada de 1930 va ser secretari general i responsable de cultura de l'Ateneu Enciclopèdic Popular i activista del Sindicat Mercantil de la CNT.
Durant la guerra civil espanyola fou cap de negociat del Consell d'Economia de Catalunya i tingué un paper important en l'aplicació del decret de col·lectivitzacions. El 1939 es va exiliar, i en tornar en els anys cinquanta fou un dels capdavanters de la reactivació de les cooperatives. El 1982 va rebre la Creu de Sant Jordi.
La Biblioteca Popular de Montbau "Albert Pérez Baró", del barri on va viure en tornar de l'exili, porta el seu nom. Col·laborà activament amb l'Associació de Veïns de Montbau.
El seu fons personal es troba dipositat al CRAI Biblioteca del Pavelló de la República de la Universitat de Barcelona. Consta de correspondència rebuda o/i escrita per Albert Pérez Baró, articles de premsa d'ell, documents diversos, escrits de diversos autors recull de premsa i escrits sobre col·lectivitzacions.

## Aportacions al moviment cooperatiu
Es pot afirmar que la vida, i gran part de l’obra, d’Albert Pérez Baró fou entregada a l’ideal de la cooperació. Defensava i propugnava que «si s'arribaven a aplicar aquests valors al conjunt de la societat, farien canviar-la de manera tan radicalment positiva que el triomf de l’autèntica revolució seria una realitat»
Ja mentre assessorava el conseller de Treball de la Generalitat, Martí Barrera, escriví articles sobre cooperativisme a Solidaritat Obrera. Amb l'esclat de la Guerra Civil formà part del Consell d’Economia de Catalunya, on acabà essent secretari de la Comissió d’Aplicació del Decret de Col·lectivitzacions i Control Obrer.
Pérez Baró entenia les col·lectivitzacions com una via perquè els obrers s'autogestionessin; de la mateixa manera que en el cas del cooperativisme, entenia que eren eines per a aconseguir uns mateixos objectius: convertir en col·lectius béns privats. Per Albert Pérez Baró «aquella nova economia no va deixar de ser un sistema mixt (...) que feu possible agermanar conceptes com el socialisme i llibertat».
En plena dictadura franquista, per tal de lluitar contra la involució que havia patit el moviment cooperatiu, en comparació en l'esplendor dels anys trenta; l’any 1951 ideà i creà el Centre d’Estudis Cooperatius, una plataforma logística que tenia com a objectius principals: «preparar militants cooperadors capacitats tant teòricament, com pràcticament per a la direcció de cooperatives i difondre tant oralment com per escrit les doctrines bàsiques cooperativistes, la història i les realitzacions actuals de la cooperació». Malauradament, l’activitat del centre fou truncada als onze mesos de vida per a les autoritats del règim franquista. Així i tot, Pérez Baró no es donà per vençut i seguí amb aquestes tasques de difusió i promoció del cooperativisme a través de l’Aliança Cooperativista Internacional, associacions nacionals de cooperatives estrangeres, en revistes d’aquests països i duent a terme estudis específics.
La dècada dels anys seixanta es caracteritza en la vida d’aquest cooperativista per a ser molt prolífica quant a producció i edició literària sobre temàtica cooperativa i la seva experiència en el si del moviment. Amb l’arribada de la Transició i la necessitat de rescatar de l’oblit i restablir les estructures i institucions que articulaven el moviment cooperatiu d’abans de la Guerra Civil; s'obrí un període on l'experiència i trajectòria de cooperativistes com Albert Pérez Baró era necessària i complementària a l'energia i noves aportacions que feren i impulsaren els cooperativistes més joves.
Entre 1976 i 1981 fou molt actiu políticament «no podia admetre que, ara que ens trobàvem en democràcia i, a partir del 1978, amb una Generalitat restablerta, les noves autoritats no tinguessin en compte les seves línies mestres per les quals tants anys havia lluitat». Per aquesta raó propugnava que s'havia de restablir la Llei de Cooperatives de l’any 1934. Paral·lelament a aquesta lluita, i ja com a membre del patronat de la Fundació Roca Galès, s'implicà intensament a les activitats promogudes per aquesta fins al 1981, moment en el qual inicià una lenta però progressiva retirada de la vida pública fins a la seva mort, vuit anys després.

## Obres
- El moviment cooperatiu a Catalunya (1961), amb Joan Ventosa i Roig
- Ética y economía cooperativa (1963)
- Cooperació i cooperativisme (1966)
- Trenta mesos de col·lectivisme a Catalunya (1970)
- Temàtica cooperativista (1971)
- Les cooperatives a Catalunya (1972)
- Autogestió obrera (1974)
- Cent anys de la Cooperativa Teixidors a mà (Gràcia 1876-1976) (1976)
- Antologia cooperativista (1978)
- Els "feliços" anys vint (1974)
- D'aquell temps, d'aquest país (1982)